# Ptychochromoides itasy
Ptychochromoides itasy е изчезнал вид лъчеперка от семейство Цихлиди (Cichlidae).

## Разпространение
Видът е разпространен в централните части на Мадагаскар.